# كيت مور براون
كيت مور براون (بالإنجليزية: Kate Moore Brown)‏ هي موسيقية أمريكية، ولدت في 17 ديسمبر 1871، وتوفيت في 28 مارس 1945.